# Calleville-les-Deux-Églises
Calleville-les-Deux-Églises è un comune francese di 320 abitanti situato nel dipartimento della Senna Marittima nella regione della Normandia.

## Società

### Evoluzione demografica
Abitanti censiti